# فهرست انجمن‌ها و سازمان‌های یهودی در ایران
ایرانیان یهودی دارای انجمن‌ها و مراکز مختلفی هستند که مسئولیت امور جامعه کلیمیان ایران را بر عهده دارند. فهرست این سازمان‌ها در لیست زیر آمده است:
- انجمن کلیمیان تهران
- جامعه روشنفکران یهودی (۱۳۵۷-۱۳۷۱)[۲]
- خانه جوانان یهود تهران
- سازمان دانشجویان یهود ایران
- کانون پیشبرد فرهنگی و اجتماعی یهود
- جامعه فارغ التحصیلان یهودی
- انجمن کلیمیان شیراز
- انجمن کلیمیان کرمانشاه
- گروه مذهبی بنی تورات
- کانون دوشیزگان و بانوان کلیمی
- کانون فرهنگی ـ هنری کلیمیان ایران
- انجمن فرهنگی گنج دانش (اوتصر هتورا) (در حال حاضر غیرفعال)
- گروه متعهد به فرهنگ یهودی
- خانه جوانان باغ صبا
- انجمن خیریه کوروش